# Кастельнуово-Бельбо
Кастельнуово-Бельбо (итал. Castelnuovo Belbo) — коммуна в Италии, располагается в регионе Пьемонт, в провинции Асти.
Население составляет 897 человек (2008 г.), плотность населения составляет 95 чел./км². Занимает площадь 9 км². Почтовый индекс — 14043. Телефонный код — 0141.
Покровителем коммуны почитается священномученик Власий Севастийский (San Biagio), празднование 3 февраля.

## Демография
Динамика населения:

## Города-побратимы
- Дьемоз, Франция (1970)

## Администрация коммуны
- Официальный сайт: